# ビリー・キッドマン
ビリー・キッドマン（Billy Kidman、1974年5月11日 - ）は、アメリカ合衆国のプロレスラーである。ペンシルベニア州アレンタウン出身。本名はピーター・グルーナー・ジュニア（Peter Alan Gruner Jr.）。

## 来歴
ザ・ロックやヨコズナ、近年ではバティスタやウマガといったスター選手を多く輩出しているワイルド・サモアン・トレーニングセンターで鍛えられ、1994年にプロレスデビュー。WCWに入るまではエース・ダーリングをパートナーに、ECWAやUSWA（CWAの後継団体）にてタッグ王座を獲得し、TWWFではシングルでクルーザー級王座にも戴冠した。

### WCW
プロレスラー養成所のWCWパワープラント卒業後、WCWのライトヘビー級の中心選手として活躍。レイヴェンの軍団フロックに所属していたこともある。1998年、フベントゥ・ゲレーラを破りWCW・クルーザー級王座を獲得し、同階級で活躍する。フロック脱退後はフィルシー・アニマルズに所属し、またニューブラッド軍としても活躍する。レイ・ミステリオ、コナンをパートナーに、WCW・タッグ王座を獲得するなどタッグ戦線でも結果を残す。フィルシー・アニマルズの女子マネージャーが、後に妻となるトリー・ウィルソンである（2006年10月離婚）。同団体ではハルク・ホーガンとも抗争した経験を持つ。レイ・ミステリオとWCW・クルーザー級タッグ王者を獲得したが、同団体が崩壊。

### WWF / WWE
WCW崩壊によりWWEへ移る。ECW/WCW連合軍アライアンスのメンバーとして活動。アライアンスのメンバーは入場時にほぼ全選手ブーイングで迎えられるが、キッドマンだけは試合内容でも好ファイトを見せ歓声が飛んでいた。その後WWEで初めて行われたWCWクルーザー級王座戦でシェイン・ヘルムズに勝利する。その後アライアンスが消滅すると、ミステリオやTAJIRI、ジェイミー・ノーブルといったライバル達と死闘を繰り広げ、幾度となくクルーザー級王座を奪取し、WWEのクルーザー級全盛期を支える。
2003年3月、試合中にシューティングスタープレスを失敗したため、首と肩を負傷してしまった。7月11日にWWEディーヴァのトリー・ウィルソンと結婚した。
2004年7月7日に、ポール・ロンドンと組み、お互いクルーザー級でありながらダッドリー・ボーイズを破りWWEタッグ王者を獲得した。しかし同年8月のチャボ・ゲレロ戦にて、得意のシューティングスター・プレスを放った際に、チャボの顔にシュートで膝を直撃させてしまい、チャボはその後戦線離脱。このトラウマから、キッドマンはSSPが出せなくなってしまう（実際はWWE側から禁止されたからである）。2005年7月8日WWEを解雇された。
解雇されてしばらくすると、カリスマ性の欠如と負傷欠場が多かったことが解雇の理由である、という噂が流れていた。しかし、キッドマンはイギリスの新聞社のインタビューでこれを否定。本人は、飛行機の座席がエコノミークラスであることに異議を唱えたために解雇されたとしている。

### WWE解雇後
解雇後は数度インディー団体に登場している。TNAのバックステージ訪問の噂が何度か流れたが、契約には至らなかった。「2006年7月WWEのダーク・マッチに日本人の覆面レスラーのギミックとして試合をしたと言われているが、こちらも契約には至らなかった。その後もICW等のインディー団体に出ているようである。
プライベートではWWEディーヴァのトリー・ウィルソンと結婚していたが、2006年10月にトリーが自身のブログで離婚を発表した（ページ自体はすぐに削除）。離婚の原因の一つはトリーの遠征らしい。

### 復帰
2007年になり、プエルトリコのWWCでレスリングをしていた記録の存在が明らかになり、本格的にプロレス界へ戻ってくるのではないかと見られていた。この時のレスリングタイツには「男気」という文字が刻まれていた。
2月末にキッドマン自身がラジオ放送で、2007年4月中に来日の予定があることを明かした。しかし、4月に入っても参戦についての情報が無いため、この件については謎に包まれていたが、ICWという団体の日本ツアーで、4月12日 - 20日の間に来日し、日本にある複数の米軍キャンプ地で黒いドラゴンマスクギミックとして試合していることが判明。
2007年6月3日、ニューキャッスルで行われたAWFとWSWの合同興行で、ブライアン・ダニエルソンからWSW・ヘビー級王座を奪取。フィニッシュはシューティングスタープレスではなく、セカンドロープからのBKボムであった。7月8日には、テキサスにてショーン・ウォルトマンと組みTNAから剥奪されたNWA世界タッグチーム王座を3WAYマッチで戦うが、奪取には失敗した。
9月15日、WWEの傘下団体FCWに登場したが、FCW王者ハリー・スミスに敗れた。その後も継続参戦を続け、同年12月にFCWのトレーナーとなり、主にテクニカル面の指導を担当している。
2010年にプロデューサーとして再雇用されるが、新型コロナウイルスの影響で2020年4月に解雇される。その後同年9月、再びWWEに戻る。

## 得意技
シューティング・スター・プレス（WWE） / The Seven Year Itch（WCW）
コーナートップから、バック宙をするように前方へ飛び上がり、リング上でダウンしている相手に交差するようにボディ・プレスを決めるという難度の高い後方270度回転ボディ・プレス。ただし、難易度が高いが故に失敗して垂直落下になったことが何度もある。
キッドマンのアイデンティティーとも言うべき技だが、失敗してチャボ・ゲレロ・ジュニアを負傷させた経験を持つ。トップロープから場外に立つ相手に繰り出すなどのバリエーションも存在する。
BKボム
両手で相手の首を掴んで持ち上げ落とすスパインボム（スパイン・バスターからパワーボムの要領でフォールカウントに入る）。
WCW時代には雪崩式も繰り出していた。
キッドマン・カゼ
前述のスプリングボード・シューティング・スター・プレス。由来はカミカゼと思われる。
キッド・ファクター（別名：Kファクター）
いわゆるXファクター。主に相手のパワーボムを返すときに使用。
キッド・クラッシャー
クリスチャンのアンプリティアーと同型。WCW時代にフィニッシャーとして使用していた。
ドロップキック
上記参照。

## 獲得タイトル
- CWA
  - CWA・タッグチーム王座 ：1回（w / エース・ダーリング ）
- ECWA
  - ECWA・タッグチーム王座 ：1回（w / エース・ダーリング ）
  - ECWA・ホール・オブ・フェイム （2004年度）
- TWWF
  - TWWF・クルーザー級王座 ：1回
- USWA
  - USWA・タッグチーム王座 ： 1回（w / エース・ダーリング ）
- WCW
  - WCW・クルーザー級王座 ：3回
  - WCW・クルーザー級タッグ王座 ：1回（w / レイ・ミステリオ）
  - WCW・タッグチーム王座 ：2回（w / レイ・ミステリオ×1、コナン×1）
- WWE
  - WWE・クルーザー級王座 ：4回
  - WWEタッグ王座 ：1回 （w / ポール・ロンドン）
- WSW
  - WSW・ヘビー級王座 ：1回
- PWI Top 500 Wrestlers
  - 1997年 202位 （1位はディーン・マレンコ）
  - 1998年 132位 （1位はスティーブ・オースチン）
  - 1999年 31位 （1位はスティーブ・オースチン）
  - 2000年 72位 （1位はトリプルH）
  - 2001年 38位 （1位はカート・アングル）
  - 2002年 53位 （1位はロブ・ヴァン・ダム）
  - 2003年 78位 （1位はブロック・レスナー）
  - 2004年 92位 （1位はクリス・ベノワ）
  - 2005年 105位 （1位はバティスタ）
  - 2006年 ランク外 （1位はジョン・シナ）
  - 2007年 ランク外 （1位はジョン・シナ）

## 入場曲
- Devistator
- Rock The World
- Road to Glory
- Destroyer
- Kidman Theme
- Filthy, Dirty, Nasty
- The Reason
- Mortal Wound
- Extreme Impact
- You Can Run

## その他
- 人気キャスターのジェイ・レノとNBAのカール・マローンをWCWに参戦できるように、鍛え上げた。
- キッドマンとミステリオのタッグは、WCW・タッグ王座を獲得した歴代王者チームの中で、最軽量（合計360ポンド）という記録を持つ。
- フジテレビにて放送されていた『WWEスマックダウン』にて、担当アナウンサーの千野志麻がキッドマンのファンであった（「私のビリー」というのが口癖）。そのため番組内での登場回数は多く、ガレッジセールからもネタにされた。